# Vila Rica (Mato Grosso)
Vila Rica est une municipalité brésilienne située dans l'État du Mato Grosso.